# Liturgist
Liturgist är en person som ivrar för den liturgiska ceremonin, dess riter, utstyrsel och åthävor. Ordet avsåg historiskt de kyrkomän som anslöt sig till Johan III:s nya gudstjänstordning, den så kallade ”Röda boken”, (1576). Striden mellan liturgister och antiliturgister – de som stödde 1571 års kyrkoordning – pågick under Johan III:s regeringstid. Uppsala möte 1593 satte definitivt punkt för den nya ordningen. 
Ett idag synligt resultat av liturgisternas strävan är de svenska biskoparnas ornat och prästernas mässhakar.
Se även Petrus Fecht och Jacob Johannis.